# Ampelophaga
Ampelophaga este un gen de molii din familia Sphingidae. 

## Specii
- Ampelophaga dolichoides - (R. Felder, 1874)
- Ampelophaga khasiana - Rothschild, 1895
- Ampelophaga nikolae - Haxaire & Melichar, 2007
- Ampelophaga rubiginosa - Bremer & Grey, 1853
- Ampelophaga thomasi - Cadiou & Kitching, 1998